# Islamic University of Applied Sciences Rotterdam
De Islamic University of Applied Sciences Rotterdam (voorheen: Islamitische Universiteit Rotterdam - IUR) werd op 21 november 1997 opgericht door de Turks-Nederlandse wetenschapper Dr. S.T.K. Damra. De eerste voorzitter van het bestuur was de bekende pedagoog en auteur, wijlen Hamdi Mert. 

Dr. Damra

Het oprichtingsbestuur bestond uit vooraanstaande en gerespecteerde figuren die de etnische en culturele diversiteit van de moslimgemeenschap in Nederland weerspiegelden. 

Hamdi Mert

Onder deze leden bevonden zich onder anderen: wijlen Hamza Zeid Kailani, bekend om zijn vaderlijke houding en verbindende rol binnen de gemeenschap; Kacem Achahboun, die vanwege zijn belangrijke bijdrage aan maatschappelijke ontwikkeling werd onderscheiden met een Koninklijke onderscheiding; en wijlen Mohamed Zabar Bhoelan, die jarenlang actief was in het onderwijs en een leidende rol speelde bij de oprichting en het bestuur van diverse islamitische basisscholen.

## Oprichting en ontwikkelingsfasen (1997–2001)
Deze eerste fase, die de periode 1997–2001 beslaat, vormt de oprichtingsperiode waarin de intellectuele en institutionele fundamenten van de universiteit zijn gelegd. Onder leiding van oprichtingsrector Dr. Damra kreeg deze fase gestalte en begon officieel met de oprichting van de universiteit op 21 november 1997. Zij duurde tot het vertrek van Dr. Damra in augustus 2001. In deze periode werd de missie van de universiteit ontwikkeld, de programmastructuur vormgegeven, het academisch personeel samengesteld en de institutionele identiteit opgebouwd. Tevens werden er belangrijke stappen gezet in het proces van erkenning, zowel binnen Nederland als in de internationale publieke sfeer.

### Het eerste academisch jaar (1998–1999)

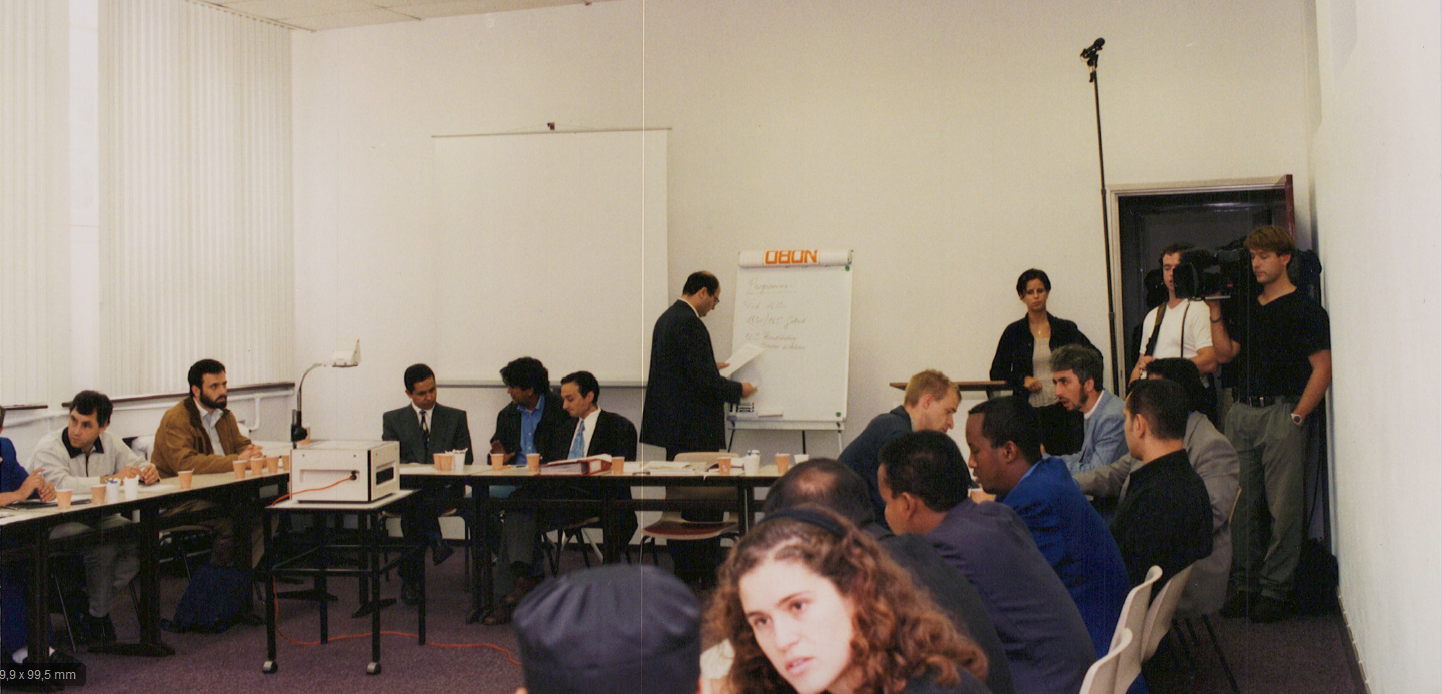
14 september 1998. Grote belangstelling van de media bij het eerste college

Ongeveer een jaar na de officiële oprichting op 21 november 1997 startte de universiteit haar eerste onderwijsactiviteiten op 14 september 1998, na een intensieve voorbereidingsperiode. In dit openingsjaar (academisch jaar 1998–1999) werden meer dan 200 aanmeldingen ontvangen, voornamelijk van studenten met een Turkse of Marokkaanse achtergrond, maar ook afkomstig uit andere islamitische etnische gemeenschappen. Gezien de beschikbare fysieke en pedagogische capaciteit konden uiteindelijk slechts 60 studenten worden toegelaten: 30 in de voorbereidingsklas en 30 in het eerste jaar van de opleiding. In de daaropvolgende jaren nam zowel de maatschappelijke belangstelling als het aantal studenten gestaag toe.

De opening van het eerste academisch jaar op 14 september 1998 trok aanzienlijke aandacht van de Nederlandse media. Journalisten woonden de eerste colleges bij, waarbij interviews werden gehouden met studenten en docenten, wat zorgde voor een brede verslaggeving in de pers.

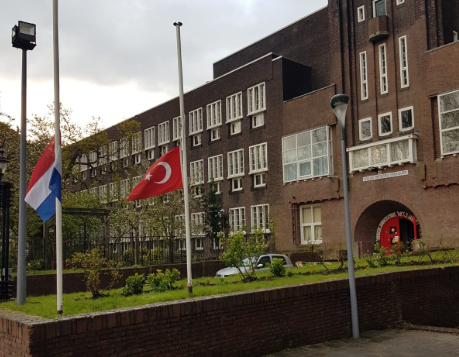
1) 1997-1999: Eerste locatie van de universiteit. De eerste colleges werden hier gegeven op 14 september 1998. Afrikaanderplein 40, Rotterdam2) 1999-2002. Tweede locatie van de universiteit. Aelbrechtskade 100, Rotterdam 3) Huidig gebouw. Bergsingel 135, Rotterdam

### Eerste locatie – oprichtingsadres (1997–1999)
De eerste onderwijsactiviteiten van de universiteit vonden plaats aan het Afrikaanderplein 40, Rotterdam, op de eerste verdieping van een groot gebouw dat eigendom was van de Rotterdamse Kocatepe Moskee. Deze verdieping bevond zich in een zijvleugel die grotendeels ongebruikt en buiten de actieve gebeds- en dienstverleningsruimtes van de moskee lag. Deze ruimte werd gehuurd van de Kocatepe Moskee en ter beschikking gesteld aan de universiteit. Het onderwijs werd op deze locatie voortgezet tot eind 1999.  

### Tweede locatie (1999–2002)
In het tweede academisch jaar (1999–2002) verhuisde de universiteit naar een nieuw adres binnen Rotterdam: Aelbrechtskade 100. De derde verdieping van dit vier verdiepingen tellende gebouw werd door oprichter-rector Dr. Damra en zijn medebestuurders gehuurd en ingericht voor onderwijsdoeleinden. Gedurende het tweede (1999–2000) en derde academisch jaar (2000–2001) vonden de onderwijsactiviteiten hier plaats.  

### Aangekochte definitieve campus (vanaf 2003)
Vanwege de beperkingen en problemen die voortkwamen uit het gebruik van tijdelijke locaties, gingen Dr. Damra en zijn medebestuurders op zoek naar een permanent onderkomen. Uiteindelijk werd overeenstemming bereikt over de aankoop van het huidige universiteitsgebouw voor een bedrag van 5.625.000 Nederlandse gulden (circa 2,5 miljoen euro). Na het vertrek van Damra en zijn team in augustus 2001, werd de aankoopprocedure voltooid door de bestuurders van de Tweede Generatie. Hiermee kwam een einde aan de periode van frequente verhuizingen, en verkreeg de universiteit haar permanente huisvesting. Het monumentale pand aan de Bergsingel 135 in Rotterdam beschikt over de capaciteit en infrastructuur om te voorzien in alle ruimtelijke behoeften van de universiteit. 
De voormalige, als “derde” geplande gemeentelijke Hoogere Burger School (HBS) aan de Bergsingel, die bij de ingebruikneming inmiddels de 4e gemeentelijke Hoogere Burger School was geworden, werd gebouwd tussen halverwege 1921 en einde 1923. De ontwerper was een architect van Gemeentewerken Rotterdam: Walter Dahlen. Door zijn Duitse achtergrond – geboren in Krefeld op 23 februari 1883 en op 28 mei 1914 ingeschreven in Rotterdam – kreeg het gebouw enigszins het karakter van Noord-Duitse romantiek. De kapitelen bij de ingang en de terracotta versieringen aan en in de gevels zijn ontworpen door Willem Coenraad Brouwer. Aannemer was J.J. Kanters die het karwei voor ca. 700.000 gulden uitvoerde.

### Doelstelling van de Universiteit (1997–2001)
Het oprichtingsdoel van de universiteit berustte op eentweeleidge missie:
1. Enerzijds wilde de universiteit imams en geestelijk begeleiders opleiden die niet alleen deskundig en goed toegerust waren, maar ook gevoelig voor de culturele context waarin zij zouden werken, en tegelijk diepgeworteld in de islamitische geloofsleer;[1]
2. Anderzijds streefde de universiteit ernaar om de rijke kennis, intellectuele traditie en historische ervaring van de islam in te brengen in de opbouw van een multiculturele, multireligieuze en pluralistische samenleving in Europa – een samenleving waarin miljoenen moslims hun plaats zoeken.

Oprichter Damra legde deze doelstellingen uitvoerig uit in zijn historische toespraak tijdens de Oprichtingsconferentie van 8 december 1997. In zijn rede benadrukte hij dat de Islamitische Universiteit Rotterdam (IUR) niet louter bedoeld was als een instelling voor religieuze kennisoverdracht, maar als een academische structuur die beoogde de intellectuele vermogens van moslimgemeenschappen in Europa te versterken. Hij omschreef de IUR als een bruginstelling tussen de islamitische kennistraditie en het westerse academische denken.
De volledige tekst van deze toespraak, die als referentie dient voor de oprichtingsfilosofie van de universiteit, is opgenomen in het encyclopedische werk: De onbekende geschiedenis van de Islamitische Universiteit. Deel-1 Woorom en hoe zij werd opgericht

## Opleidingen
De universiteit biedt een masteropleiding 'Islamitische Geestelijke Verzorging' (per 2011) en een bacheloropleiding 'Islamitische Theologie' (per 2013), geaccrediteerd als hbo-opleidingen door de Nederlands-Vlaamse Accreditatieorganisatie (NVAO). In januari 2015 werd het opleidingsinstituut onder verscherpt toezicht van de onderwijsinspectie geplaatst. De kwaliteit van het onderwijs was in dit onderzoek niet aan de orde. De instelling heette tot 2019 'Islamitische Universiteit Rotterdam'. Na een wetswijziging moest de naam gewijzigd worden.

## Chronologie van het universitair bestuur en leiderschap
De institutionele ontwikkeling van de universiteit laat zich grofweg indelen in drie historische tijdvakken.  De eerste periode begon op 21 november 1997 en liep tot eind augustus 2001, onder leiding van oprichtingsrector Dr. S.T.K. Damra.  De tweede periode ving aan in september 2001 en liep door tot eind 2024.  Vanaf 2025 wordt een nieuw bestuurshoofdstuk verwacht, waarmee een derde fase in het bestuur van de universiteit aanvangt.
| Bestuurlijke Functies      | 1997– 2001 Eerste Generatie Bestuurders            | Vanaf 2001 – Tweede Generatie Bestuurders | Vanaf 2025 – Derde Generatie Bestuurders |
| -------------------------- | -------------------------------------------------- | ----------------------------------------- | ---------------------------------------- |
| Rector                     | Dr. S.T.K. Damra                                   | Prof. Dr. Ahmet Akgündüz                  | Dr. Emrullah Akgündüz                    |
| Voorzitter van het Bestuur | Hamdi Mert (1997-1999) en M.Z. Bhoelan (1999-2001) | Nevzat Yalçıntaş en anderen               | –                                        |

## Periode van de eerste generatie bestuurders (1997–2001)
Oprichter en Eerste Rector (1997–2001):
Dr. S.T.K. Damra (van Turkse afkomst)
Leden van het Bestuur van de Eerste Generatie – Raad van Toezicht / Stichtingsbestuur (1997–2001):
1. Hamdi Mert – Voorzitter (van Turkse afkomst)
2. Hamza Zeid Kailani – Vicevoorzitter (van Palestijnse afkomst)
3. Dr. S.T.K. Damra – Rector, Voorzitter van het College van Bestuur en Algemeen Secretaris (van Turkse afkomst)
4. Mohamed Zabar Bhoelan – Bestuurslid (van Surinaams/Pakistaanse afkomst; werd in 1999 tot voorzitter gekozen na het aftreden van Hamdi Mert)
5. Kacem Achahboun – Bestuurslid (van Marokkaanse afkomst; fungeerde later als penningmeester)
6. Osman Yaşar – Bestuurslid (van Turkse afkomst; vervulde enige tijd eveneens de functie van penningmeester)
7. Berna Yılmaz – Bestuurslid (van Turkse afkomst)
8. Raja Alouani – Bestuurslid (van Marokkaanse afkomst)
9. Ahmet Gündoğdu – Bestuurslid (van Turkse afkomst)
10. Ali Yozgat – Bestuurslid (van Turkse afkomst)

Wegens het aanvankelijk ontbreken van een voldoende aantal gekwalificeerde bestuursleden was oprichtingsrector Dr. Damra genoodzaakt om meerdere functies gelijktijdig te bekleden. Naast het rectoraat nam hij ook het voorzitterschap van het College van Bestuur en de rol van algemeen secretaris binnen de Raad van Toezicht op zich.

### Universele islambegrip van de eerste generatie bestuurders (1997–2001)

Prof. Dr. A. Awiss

De principiële keuze van de eerste generatie bestuurders om zich neutraal en onafhankelijk op te stellen, maakte het mogelijk om alle religieuze, confessionele en culturele stromingen met gelijke afstand te benaderen. Deze houding was richtinggevend bij de samenstelling van zowel het bestuurlijke als het academische kader van de universiteit. Er werd bewust gestreefd naar een inclusieve structuur waarin de etnische, culturele en confessionele diversiteit van de islamitische gemeenschap tot uitdrukking kwam.
Binnen de islamitische denktraditie werd bovendien niet gestreefd naar uniformiteit. Integendeel: de verschillende stromingen, interpretaties en methodologische scholen werden niet beschouwd als bronnen van verdeeldheid, maar als verrijkende elementen die de kennisoverdracht verdiepen en verbreden. 

Prof. Dr. D. Mulder

Dankzij deze benadering wist de universiteit een academisch klimaat te creëren dat niet gebonden was aan één specifieke ideologische lijn, maar dat zich kenmerkte door openheid voor universele waarden en ruimte bood voor intellectuele diversiteit. 
In de periode 1997–2001 hebben tal van vooraanstaande academici met uiteenlopende geloofsovertuigingen, culturele achtergronden en intellectuele benaderingen bijgedragen aan de academische vormgeving van de universiteit. Onder hen bevonden zich onder meer de vermaarde Egyptische geleerde Prof. Dr. Abdulhaliym Awiss, de gerenommeerde hadithspecialist Prof. Dr. Raja Huzayyen, Prof. Dr. Abulnaim Ali, Prof. Dr. Mohammed Al-Aidoroos, Prof. Dr. Amina Noseir, alsook prominente westerse academici zoals Prof. Dr. Dick Mulder, voormalig voorzitter van de Raad van Kerken in Nederland, Dr. J. N. Sengers, en Prof. Dr. Guido Deraeck.
Het internationale en pluralistische karakter van dit academisch corps weerspiegelde op sprekende wijze de universele aspiraties waarmee de universiteit haar weg was begonnen.

### Grote publieke en mediale belangstelling voor de eerste generatie bestuurders (1997–2001)

Een Greep uit de Media-aandacht rond de Universiteit in de Periode 1997–2001. De belangstelling voor de universiteit in de jaren 1997–2001 was uitzonderlijk groot en intens. De publieke en journalistieke aandacht beperkte zich niet tot Nederland of Europa; integendeel, zij ontwikkelde zich tot een internationale belangstelling die de landsgrenzen ruim overschreed.

Vanaf het allereerste begin trok de Islamitische Universiteit Rotterdam (IUR) aanzienlijke aandacht van zowel de Nederlandse samenleving als de media. Kort na de officiële oprichting op 21 november 1997 volgde op 8 december de Oprichtingsconferentie, die grote weerklank vond in binnen- en buitenland. De conferentie bracht prominente deelnemers samen uit Nederland en andere landen, waaronder uit Turkije de bekende islamwetenschappers Prof. Dr. Mehmet Aydın en Prof. Dr. Ethem Ruhi Fığlalı. De gebeurtenis kreeg ruime aandacht in de Nederlandse pers en maakte duidelijk dat de oprichting van deze universiteit niet slechts als een lokaal initiatief werd gezien, maar als een historisch moment in het proces van institutionalisering van moslimgemeenschappen in Europa. De conferentie markeerde een nieuw hoofdstuk in de relatie tussen de islam en de westerse samenlevingen.
Ook de start van het eerste academisch jaar werd op de voet gevolgd door media en publiek. Op 14 september 1998 vond de officiële opening plaats en ging de universiteit daadwerkelijk van start met haar onderwijsprogramma. Deze datum wordt beschouwd als een belangrijk keerpunt, zowel in de institutionele ontwikkeling van de IUR als in de geschiedenis van islamitisch hoger onderwijs in Europa. In de dagen na de opening verschenen er talrijke nieuwsberichten, opiniestukken en analyses in de geschreven pers; televisie- en radioprogramma’s besteedden aandacht aan het onderwerp via debatten en interviews met betrokkenen.

Een sprekend voorbeeld van de publieke en mediatieke belangstelling was de voorpagina van het gerenommeerde weekblad Vrij Nederland, met als kop: “De nieuwe islamitische elite komt eraan”.
Hoewel Damra en zijn medestanders verwachtten dat het initiatief enige aandacht zou trekken, overtrof de intensiteit van de media-aandacht en publieke belangstelling al hun verwachtingen – tot hun eigen verbazing.
De toon van de berichtgeving over de universiteit onderging in de loop van de tijd opvallende veranderingen. Tussen 21 november en 8 december 1997 overheerste een neutrale en feitelijke stijl in de media. In de weken daarna verschoof het discours echter, mede onder invloed van kritische uitlatingen van rivaliserende moslimfiguren en organisaties, én door de rol van bepaalde media die deze spanningen versterkten. Het resultaat was een toename van kritisch en soms zelfs vijandig getoonzette berichtgeving, die aanhield tot eind februari 1998.
Vanaf maart 1998 tekende zich een kentering af in de mediaretoriek: de toon werd opnieuw evenwichtiger, objectiever en constructiever. Deze omslag was mede te danken aan de actieve en directe communicatie die de oprichters van de universiteit – met name Dr. Damra – onderhielden met journalisten, opiniemakers en andere publieke actoren. Door middel van verklaringen, gesprekken en overlegmomenten voerden zij een bewuste en strategische communicatiestrategie om de maatschappelijke herkenning van de universiteit te vergroten en haar institutionele legitimiteit te versterken.

## De aanloop naar de oprichting van de Islamitische Universiteit Rotterdam (1982–1997)
Vanaf de jaren 1960 kwamen grote groepen arbeidsmigranten uit landen als Turkije, Marokko en andere niet-Europese staten naar West-Europa om te voorzien in de groeiende vraag naar arbeidskrachten. Aanvankelijk arriveerden zij met het voornemen slechts tijdelijk te blijven. In de loop der tijd besloten velen echter om zich definitief te vestigen in hun nieuwe woonland. Waar men in de beginjaren nog volstond met het inrichten van gebedsruimten in garages of leegstaande gebouwen voor religieuze hoogtijdagen zoals het Suikerfeest of de ramadan, ontstond vanaf het begin van de jaren 1970 – mede door gezinshereniging – een behoefte aan meer permanente voorzieningen op het gebied van religie en educatie. Zo werden op diverse plaatsen, zoals in Zaandam, moskeeën vanaf de grond opgebouwd, of werden leegstaande kerken aangekocht en tot moskee omgevormd.
Tegelijkertijd groeide binnen Nederland de vraag van moslims naar geestelijke verzorging binnen instellingen zoals ziekenhuizen, verzorgingshuizen, penitentiaire inrichtingen, de krijgsmacht en de politie. Net als katholieken, protestanten en humanisten, wilden ook moslims aanspraak maken op wettelijk erkende vormen van religieuze bijstand.
Deze ontwikkeling werd echter lange tijd belemmerd door twee structurele knelpunten:
1. Het gebrek aan voldoende deskundige islamitische geestelijk verzorgers die de Nederlandse taal beheersten;
2. Het ontbreken van een breed gedragen, representatieve organisatie die namens de gehele moslimgemeenschap kon optreden – vergelijkbaar met de katholieke of protestantse instituties – en die zowel de geestelijke zorg zou kunnen coördineren als als officiële gesprekspartner richting de Nederlandse overheid zou kunnen fungeren.

Vanwege deze lacunes was het gedurende lange tijd niet mogelijk om tot een uniforme vertegenwoordiging te komen van de religieus-etnisch diverse moslimgemeenschappen in Nederland. In de beginperiode werden daarom vaak imams uit Turkije, Marokko en andere landen naar Nederland gehaald om in instellingen als ziekenhuizen, gevangenissen en kazernes taken te vervullen. Deze imams hadden echter nauwelijks aansluiting met de Nederlandse taal en cultuur, wat ertoe leidde dat zij – vanuit het perspectief van Nederlandse instanties – onvoldoende bijdroegen aan het integratieproces van de moslimgemeenschappen.
De eerste serieuze beleidsmatige en wetenschappelijke reflectie op het gebied van imamopleiding vond plaats in 1982 met het verschijnen van het rapport van de Commissie-Waardenburg. Daarna volgden de parlementaire motie Mulder–Van Dam (1993) en het invloedrijke rapport van G. Landman uit 1996. In deze documenten werd bepleit dat de opleiding van imams en geestelijke verzorgers zou moeten plaatsvinden binnen het bestaande Nederlandse hoger onderwijs.
Toen na bijna vijftien jaar debat – begonnen in 1982 – duidelijk werd dat er geen breed gedragen consensus zou ontstaan, besloot Dr. Damra samen met een groep gelijkgestemden de daad bij het woord te voegen. Op 21 november 1997 richtten zij de Islamitische Universiteit Rotterdam (IUR) op.

## De tweede generatie bestuurders (vanaf 2001)
Na het aftreden van oprichter-rector Dr. S.T.K. Damra in 2001 begon aan de Islamitische Universiteit Rotterdam (IUR) een nieuwe bestuursperiode die bekendstaat als de Tweede Generatie. Deze fase werd ingeluid met de benoeming van Prof. Dr. Nevzat Yalçıntaş'ın als voorzitter van het bestuur en Prof. Dr. Ahmet Akgündüz'ün als rector. Deze wissel bracht niet alleen een herschikking in het bestuur met zich mee, maar leidde ook tot een reeks symbolische en institutionele veranderingen. Tot de meest in het oog springende veranderingen behoorden de herstructurering van het universiteitslogo en de naamswijziging.

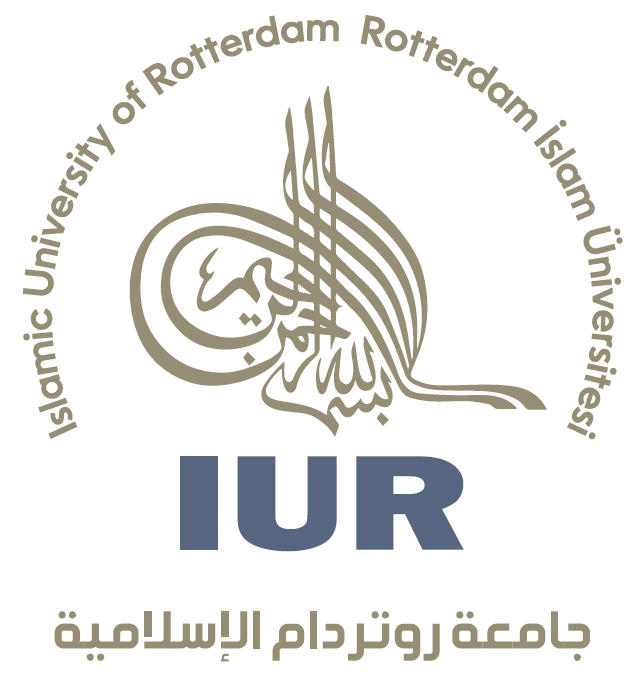
Originele logo van de universiteit

### Wijziging van het Originele Universiteitslogo
Het oorspronkelijke logo, dat onder rector Damra werd ontworpen, bevatte centraal de tughra van sultan Mehmed. Deze tughra symboliseerde de continuïteit met de klassieke islamitische wetenschappelijke traditie. Het logo werd omgeven door een cirkelvormige band met opschriften in het Turks, Nederlands en Arabisch, waarmee de meertalige en interculturele identiteit van de universiteit werd onderstreept. . De ronde vorm symboliseerde een universele oriëntatie, waarmee duidelijk werd dat de universiteit niet louter als een lokale theologische instelling fungeerde, maar als een academisch centrum met internationale ambities. 

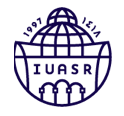
Huidige logo van de universiteit

Deze visuele representatie sloot aan bij Damra’s streven om de IUR te positioneren als een multidisciplinaire universiteit, buiten de klassieke kaders van een traditionele faculteit voor islamitische theologie.

### Wijziging van de naam van de Universiteit
Na de bestuurswisseling werd het logo met de tughra afgeschaft en ook de naam van de universiteit werd aangepast. In plaats van Islamitische Universiteit Rotterdam (IUR) werd voortaan de naam Islamic University of Applied Sciences Rotterdam (IUASR) gevoerd, in het Nederlands: Universiteit voor Toegepaste Islamitische Wetenschappen Rotterdam. Deze verandering ging verder dan een louter cosmetische of terminologische vernieuwing: zij weerspiegelde tevens een gewijzigde missie, visie en academische koers.

### Wijzigingen in het Bestuurlijk en Academisch Kader
In de periode die volgde op de machtswisseling voerden de bestuurders van de Tweede Generatie ingrijpende hervormingen door, zowel binnen het bestuurlijk apparaat als in de academische staf. Alle bestuurders van de Eerste Generatie verlieten hun functie, en ook vrijwel het volledige administratieve personeel uit de oprichtingsfase werd vervangen. In hoeverre deze personele omwenteling gevolgen had voor de institutionele continuïteit, representatieve legitimiteit en normatieve koers van de universiteit, is vooralsnog moeilijk vast te stellen. Een gedetailleerde en objectieve evaluatie van de aard, reikwijdte en implicaties van deze veranderingen vergt diepgaander bronnenonderzoek en vergelijkende beleidsanalyse.

## De derde generatie bestuurders (vanaf 2025)
Na het tijdperk van de Tweede Generatie tekent zich inmiddels de komst af van een nieuwe bestuursfase: de Derde Generatie. Voor deze aankomende bestuursperiode is Dr. Emrullah Akgündüz als nieuwe rector aangewezen. Deze benoeming markeert het begin van een nieuwe institutionele cyclus binnen de geschiedenis van de IUR.
- International Standard Name Identifier: 0000 0001 1090 9080
- Library of Congress Control Number: no2011009949
- Nationale Bibliotheek van Israël: 987007581080505171
- Virtual International Authority File: 144055301